# Секулич, Бранислав
Бра́нислав Се́кулич (сербохорв. Branislav Sekulić / Бpaнислав Ceкулић; 29 октября 1906, Белград, Королевство Сербия — 24 сентября 1968, Берн, Швейцария) — югославский футболист, нападающий, участник чемпионата мира 1930 года, а впоследствии тренер.

## Карьера

### Клубная
Бранислав Секулич начинал свою карьеру в югославских клубах «Явор», «Душановац», «Карагеоргий». После 7 лет, проведённых в белградской «Югославии», он уехал играть во Францию и последующие два сезона выступал за «Монпелье» и «Клёб Франсе». Карьера Секулича продолжилась в Швейцарии, где он был игроком «Грассхоппера» и «Урании». Последние два года его выступлений прошли на родине, в клубах «Югославия» и «Единство». В 1937 году он завершил карьеру футболиста.

### В сборной
С 1925 по 1936 год Секулич стабильно выступал за сборную. За этот период он провёл за национальную команду 17 игр и забил 8 мячей. Принимал участие в двух матчах первого чемпионата мира: групповой игре югославов против сборной Бразилии и полуфинальном матче против хозяев турнира — уругвайцев.
| Матчи и голы Бранислава Секулича за сборную Югославии | Матчи и голы Бранислава Секулича за сборную Югославии | Матчи и голы Бранислава Секулича за сборную Югославии | Матчи и голы Бранислава Секулича за сборную Югославии | Матчи и голы Бранислава Секулича за сборную Югославии | Матчи и голы Бранислава Секулича за сборную Югославии | Матчи и голы Бранислава Секулича за сборную Югославии |
| ----------------------------------------------------- | ----------------------------------------------------- | ----------------------------------------------------- | ----------------------------------------------------- | ----------------------------------------------------- | ----------------------------------------------------- | ----------------------------------------------------- |
| №                                                     | Дата                                                  | Место проведения                                      | Соперник                                              | Счёт                                                  | Голы                                                  | Турнир                                                |
| 1                                                     | 4 ноября 1925                                         | Падуя, Италия                                         | Италия                                                | 1:2                                                   | -                                                     | Товарищеский матч                                     |
| 2                                                     | 28 июня 1926                                          | Загреб, Югославия                                     | Чехословакия                                          | 2:6                                                   | -                                                     | Товарищеский матч                                     |
| 3                                                     | 3 октября 1926                                        | Загреб, Югославия                                     | Румыния                                               | 2:3                                                   | -                                                     | Товарищеский матч                                     |
| 4                                                     | 14 июля 1930                                          | Монтевидео, Уругвай                                   | Бразилия                                              | 2:1                                                   | -                                                     | Чемпионат мира 1930                                   |
| 5                                                     | 27 июля 1930                                          | Монтевидео, Уругвай                                   | Уругвай                                               | 1:6                                                   | -                                                     | Чемпионат мира 1930                                   |
| 6                                                     | 25 октября 1931                                       | Познань, Польша                                       | Польша                                                | 3:6                                                   | -                                                     | Товарищеский матч                                     |
| 7                                                     | 7 мая 1933                                            | Цюрих, Швейцария                                      | Швейцария                                             | 1:4                                                   | -                                                     | Товарищеский матч                                     |
| 8                                                     | 1 апреля 1934                                         | Белград, Югославия                                    | Болгария                                              | 2:3                                                   | -                                                     | Товарищеский матч                                     |
| 9                                                     | 26 августа 1934                                       | Белград, Югославия                                    | Польша                                                | 4:1                                                   | 3                                                     | Товарищеский матч                                     |
| 10                                                    | 2 сентября 1934                                       | Прага, Чехословакия                                   | Чехословакия                                          | 1:3                                                   | 1                                                     | Товарищеский матч                                     |
| 11                                                    | 23 декабря 1934                                       | Афины, Греция                                         | Греция                                                | 1:2                                                   | 1                                                     | Балканский Кубок 1934-35                              |
| 12                                                    | 25 декабря 1934                                       | Афины, Греция                                         | Болгария                                              | 4:3                                                   | 1                                                     | Балканский Кубок 1934-35                              |
| 13                                                    | 17 июня 1935                                          | София, Болгария                                       | Румыния                                               | 2:0                                                   | 1                                                     | Балканский Кубок 1935                                 |
| 14                                                    | 18 августа 1935                                       | Катовице, Польша                                      | Польша                                                | 3:2                                                   | 1                                                     | Товарищеский матч                                     |
| 15                                                    | 6 сентября 1935                                       | Белград, Югославия                                    | Чехословакия                                          | 0:0                                                   | -                                                     | Товарищеский матч                                     |
| 16                                                    | 12 июля 1936                                          | Стамбул, Турция                                       | Турция                                                | 3:3                                                   | -                                                     | Товарищеский матч                                     |
| 17                                                    | 13 декабря 1936                                       | Париж, Франция                                        | Франция                                               | 0:1                                                   | -                                                     | Товарищеский матч                                     |

Итого: 17 матчей / 8 голов; 5 побед, 2 ничьих, 10 поражений.

### Тренерская
После второй мировой войны Бранислав Секулич работал тренером. Тренировал югославские клубы «Войводина» и «Црвена звезда», швейцарский «Фрибур» и национальную сборную Швейцарии, затем бельгийский «Льеж» и швейцарский «Ювентус».